# Refuge d'oiseaux d'Inkerman
Le refuge d'oiseaux d'Inkerman (anglais : Inkerman Bird Sanctuary) est une aire protégée du Canada située au Nouveau-Brunswick et l'un des trois refuges d'oiseaux migrateurs de cette province. Cette aire protégée située à Inkerman a pour mission de protéger une aire de nidification de Bihoreau gris. Elle a été reconnue comme Zone importante pour la conservation des oiseaux.

## Géographie
Le refuge d'oiseaux est situé à 2 km à l'est du village d'Inkerman, sur la pointe aux Rats Musqués. Le territoire appartient à un propriétaire privé, mais le service canadien de la faune a conclu une entente avec celui-ci pour protéger le terrain.

### Faune
L'espèce nicheuse la plus remarquable est le Bihoreau gris (quelques centaines de couples : maximum de 700).